# Малый Казес
Малый Казес — деревня в Шарканском районе Удмуртии. Входит в состав муниципального образования «Мишкинское».
Расположена на реке Казеска примерно в 10 км к югу от Шаркана и в 55 км к северо-востоку от Ижевска.

## Население
| 2010 | 2012 |
| ---- | ---- |
| 154  | ↗159 |